# Tr’ondëk-Klondike
Tr’ondëk-Klondike est un ensemble de huit sites du Yukon, au Canada ; ils forment un bien inscrit au patrimoine mondial depuis 2023.
Les huit sites historiques sont situés dans la zone de peuplement traditionnelle de la Première Nation Tr'ondëk Hwëch'in, une bande indienne du peuple Hän. Leur campement et lieu de pêche traditionnel, Tr'ochëk (« embouchure du fleuve Klondike »), se situe au confluent du Yukon et du Klondike. À partir de 1896, la ruée vers l'or du Klondike attire plus de 100 000 personnes dans la région, conduisant à l'établissement de Dawson près du confluent, une ville minière comptant plus de 40 000 habitants en 1898, et provoquant des changements radicaux dans l'utilisation traditionnelle du territoire, les modes de peuplement et l'économie des Tr'ondëk Hwëch'in.

## Historique
Le Canada inscrit le 1er octobre 2004 une proposition intitulée Tr’ondek-Klondikesur sa liste indicative, préalable nécessaire à tout examen d'inscription.
Le bien est inscrit au patrimoine mondial en juillet 2023, lors de la 45e session du Comité.

## Sites
Le bien inscrit comprend huit sites.
| N°       | Site                                                 | Superficie (ha) | Zone tampon (ha) | Coordonnées                   | Illus. |
| -------- | ---------------------------------------------------- | --------------- | ---------------- | ----------------------------- | ------ |
| 1564-001 | Fort Reliance                                        | 1,6             | 1,4              | 64° 08′ 51″ N, 139° 29′ 43″ O |        |
| 1564-002 | Forty Mile                                           | 40,1            | 180              | 64° 25′ 21″ N, 140° 32′ 04″ O |        |
| 1564-003 | Ch’ëdähdëk Tth’än K’et (cimetière Dënezhu)           | 2               | 180              | 64° 25′ 13″ N, 140° 31′ 11″ O |        |
| 1564-004 | Fort Cudahy et fort Constantine                      | 37              | 180              | 64° 25′ 57″ N, 140° 31′ 44″ O |        |
| 1564-005 | Tr'ochëk (en)                                        | 49              | 166              | 64° 03′ 01″ N, 139° 26′ 24″ O |        |
| 1564-006 | Cité de Dawson                                       | 181,5           | 166              | 64° 03′ 40″ N, 139° 25′ 45″ O |        |
| 1564-007 | Jëjik Dhä Dënezhu Kek’it (village de Moosehide) (en) | 13,64           | 4,3              | 64° 05′ 43″ N, 139° 26′ 15″ O |        |
| 1564-008 | Tthe Zrąy Kek’it (Black City)                        | 9,7             | 4,3              | 64° 49′ 04″ N, 138° 21′ 00″ O |        |